# Gymnocnemia variegata
Gymnocnemia variegata là một loài côn trùng trong họ Myrmeleontidae thuộc bộ Neuroptera. Loài này được Schneider miêu tả năm 1845.